# 歌川豊勝
歌川 豊勝（うたがわ とよかつ、生没年不詳）とは、江戸時代の浮世絵師。

## 来歴
鎌倉国宝館所蔵の「七夕美人図」（紙本着色）に「一響齋豊勝繪」の落款と花押があり、この絵の作者として知られている。歌川派の系統に連なる絵師とされているが、師系や経歴については不明である。この「七夕美人図」は描かれている人物の風俗から、文政末ごろのものとされる。